# Licino di Crotone
Licino di Crotone (in greco antico: Λυκῖνος?, Lykìnos; Crotone, ... – Crotone, ...; fl. VI secolo a.C.) è stato un atleta greco antico e cittadino di Crotone.
Ottenne la vittoria nelle gare di stadion durante le XLIX olimpiadi del 584 a.C.